# Eurowings
Eurowings és una aerolínia de baix cost establerta a Alemanya. Té la seu a Düsseldorf i és una filial de Lufthansa. Es posà en marxa l'1 de gener del 1994. L'agost del 2019, la seva flota incloïa 15 Airbus A319-100, 38 Airbus A320-200 i 1 Airbus A321-200 en propietat, a més d'un cert nombre d'avions arrendats amb tripulació, amb els quals duu a terme vols a l'interior d'Europa i arreu del món.